# Elizabeth Arden
Elizabeth Arden, nata Florence Nightingale Graham (Woodbridge, 31 dicembre 1878 – New York, 19 ottobre 1966), è stata un'imprenditrice canadese, fondatrice dell'omonima azienda di cosmetici.

## Biografia
Nata in Ontario, dove ha vissuto fino all'età di 24 anni, nel 1909 abbandona la scuola per infermiere di Toronto, e raggiunge il fratello maggiore a New York, dove lavora per un breve periodo presso l'estetista Eleanor Adair. Nello stesso anno fonda il business chiamato Elizabeth Arden, che le viene suggerito dal nome di un'amica e dal poema Enoch Arden di Alfred Tennyson.
Nel 1912 apprende le tecniche del massaggio del viso nei saloni di bellezza parigini, e tornata a New York rivoluziona il mondo dei cosmetici con nuove tonalità di rossetti. Dopo aver collaborato con il farmacista A. Fabian Swanson, crea una crema per il viso, chiamata Venetian Cream Amoretta, ed una corrispondente lozione, la Arden Skin Tonic che ottengono un grande successo. Ancora, crea fondotinta che si abbinano al colore naturale della pelle, e inventa l'idea del "total look", in cui labbra, guance e unghie sono coordinate nello stesso colore. Elizabeth Arden è anche il primo brand ad essere pubblicizzato nell'industria cinematografica. Addirittura durante la seconda guerra mondiale sviluppa un rossetto di un colore coordinato alle uniformi delle donne nelle forze armate.
Già nel 1915 il business di Elizabeth Arden si espande a macchia d'olio in tutto il mondo. All'apice della sua carriera, Elizabeth Arden possedeva negozi a New York, Washington, Boston, Chicago, Beverly Hills, San Francisco, Maine, Arizona, Phoenix, Southampton, Florida, Palm Beach, Filadelfia, Honolulu, Lima, Toronto, Montréal, Melbourne, Sydney, Hong Kong, Singapore, Johannesburg, Londra, Parigi, Zurigo, Vienna, Milano, Roma, Cannes, Madrid, Bruxelles, Copenaghen, L'Aia, Città del Capo, Nassau, Tulsa, Québec, Biarritz. Tutti i negozi erano personalmente gestiti dalla Arden, ad eccezione di quello di Parigi, di cui si occupava la sorella Gladys.
Fra le sue clienti più celebri si possono ricordare Maria di Teck, la regina Elisabetta II, la regina madre Elizabeth Bowes-Lyon, Marilyn Monroe, Jacqueline Kennedy, Marlene Dietrich, Joan Crawford, Wallis Simpson e Mamie Eisenhower. Quando nel 1934 fu messo in commercio il profumo Blue Grass fu un grande successo, al punto da essere considerato il primo profumo americano, tutt'oggi in commercio. Con il nome Maine Chance, Elizabeth Arden aprì anche una lussuosa spa a Mount Vernon (Maine). Come riconoscimento per i suoi contributi nell'industria dei cosmetici, Elizabeth Arden fu insignita della Légion d'honneur dal governo francese nel 1962. Morì a New York nel 1966 all'età di 87 anni, e fu sepolta con il nome Elizabeth N. Graham.

## Vita privata
Nel 1915 Elizabeth Arden sposò Thomas J. Lewis, banchiere newyorchese, diventando cittadina americana. Nel 1934 la coppia divorziò, e la Arden si sposò nuovamente con Mihail Evlanoff, un principe russo. Nel corso della sua carriera, l'imprenditrice ha avuto fra i propri collaboratori Oscar de la Renta, futuro stilista di grande successo. In politica, Elizabeth Arden era una forte conservatrice che sosteneva i repubblicani. Grande appassionata di auto sportive e amica personale di Battista Pininfarina, all'età di 86 anni ancora guidava la sua Ferrari per le strade di New York.

## L'azienda Elizabeth Arden
La società Elizabeth Arden fu venduta a Eli Lilly and Company nel 1971 per 38 milioni di dollari, che a loro volta la vendettero alla Fabergé nel 1987 per 657 milioni di dollari. Attualmente l'azienda è entrata a far parte del gruppo Unilever, che nel 2003 ha rilevato la Fabergé.
Nel corso degli anni ottanta e novanta, testimonial storico del marchio è stata la modella svedese Vendela Kirsebom, sostituita dall'attrice Catherine Zeta-Jones.
Pur continuando a produrre principalmente linee di cosmetici, dopo la morte della fondatrice, la Elizabeth Arden ha sviluppato una vasta gamma di profumi. Il "profumo di bandiera" è senz'altro Red Door, ma si possono ricordare anche Fifth Avenue, Green Tea, Provocative Woman ed il recente Mediteranian. La Elizabeth Arden inoltre è la licenziataria dei profumi di Hilary Duff (With Love... Hilary Duff(la elisabeth arden sotto richiesta della cantante e attrice mise in commercio i due profumi ad un costo ridotto per aprire il mercato anche ai meno abbienti) e Wrapped With Love...), di tutti quelli di Britney Spears (da Curious e Fantasy, più altri 23), di quelli di Elizabeth Taylor (White Diamonds, Passion, Forever Elizabeth e Gardenia) e di quelli di Mariah Carey (M by Mariah Carey e Luscious Pink by Mariah Carey). Dal 2006 la Elizabeth Arden ha rilevato anche i profumi della Riviera Concepts.
Nel settembre 2016, Elisabeth Arden è stata acquistata per 870 milioni di dollari (611 milioni di sterline) dalla società di cosmetici statunitense Revlon. E. Scott Beattie, presidente e amministratore delegato di Elizabeth Arden, è entrato membro del consiglio di amministrazione di Revlon in qualità di vicepresidente non esecutivo.